# جفری لنگ
جفری لنگ (به انگلیسی: Jeffrey Lang) (زاده ۳۰ ژانویه ۱۹۵۴) یک ریاضیدان آمریکایی و نویسنده مسلمان است.

## زندگی‌نامه
لنگ در یک خانواده بسیار مذهبی کاتولیک در شهر بریجپورت ایالت کانکتیکات به دنیا آمد. او با وجود تحصیل در مدرسه کاتولیک، یک آتئیست بود. اما در اوایل دهه ۱۹۸۰ به اسلام گروید. همسر او اهل عربستان سعودی است.

## - تحصیل
او مدرک کارشناسی ارشد و دکترای خود را از دانشگاه پردو دریافت کرد و سپس استاد گروه ریاضیات دانشگاه کانزاس شد. وی پس از مسلمان شدن، سه کتاب و نیز مقالات متعددی دربارهٔ اسلام نوشته‌است. 